# Isaac el ciego
Isaac el ciego también conocido como: Rabino Isaac Sagi Nehor (en hebreo: רַבִּי יִצְחַק סַגִּי נְהוֹר) nació en 1160 en el pueblo de Posquières, actualmente llamado Vauvert, en Francia, fue hijo del talmudista y rabino Abraham ben David de Posquières. Isaac el ciego fue un autor y un estudioso de la Cábala, el misticismo judío. Se le atribuye la autoría del Sefer ha-Bahir, un antiguo texto cabalístico. Algunos estudiosos de la Cábala como Gershom Scholem, creen que es una "errónea y totalmente infundada hipótesis". El Bahir apareció por primera vez en la Edad Media, en torno a 1200, en Francia, aunque los orígenes de la obra anónima son oscuros, había cabalistas importantes que estaban escribiendo al mismo tiempo en Francia. El más influyente de ellos fue Isaac el Ciego fuertemente influenciado por la filosofía del neoplatonismo. El rabino Isaac falleció en el año 1235.

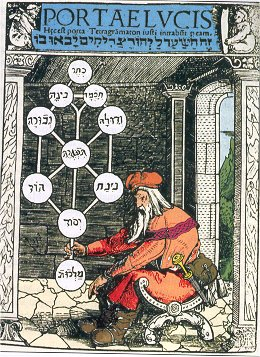
Popularmente se cree que esta imagen representa a Isaac el Ciego.

## Enseñanzas místicas
- Las Sefirot se originaron en una profundidad infinita y oculta del Ein Sof (literalmente, el infinito, pero también existe el deseo de unirse a Dios).
- De la profundidad del Ein Sof emanan las Majshavot (pensamientos divinos), los cuales son la calidad sobrenatural primordial.
- Los individuos son manifestaciones físicas de las Sefirot que hay en el Mundo, pero a un nivel inferior de la realidad. La experiencia mística permite ascender a través de los diferentes grados de las emanaciones, hasta llegar a unirse con Dios.